# (31801) 1999 LY26
1999 LY26 (asteroide 31801) é um asteroide da cintura principal. Possui uma excentricidade de 0.10497800 e uma inclinação de 24.88973º.
Este asteroide foi descoberto no dia 9 de junho de 1999 por LINEAR em Socorro.